# Monte Carmo
Il Monte Carmo, 1.640 m, è una cima dell'Appennino Ligure sulla quale convergono i confini di Liguria (Comune di Gorreto), Piemonte (Comune di Carrega Ligure) ed Emilia-Romagna (Comune di Ottone), tra la Val Borbera, la Val Trebbia, la Val Boreca e la Valle Terenzone.

## Geografia
La montagna fa parte del gruppo del Monte Antola ed è inserita all'interno del Parco dell'Antola. Il termine Carmo compare in numerosi altri toponimi liguri con il significato di Monte.

## Accesso alla cima

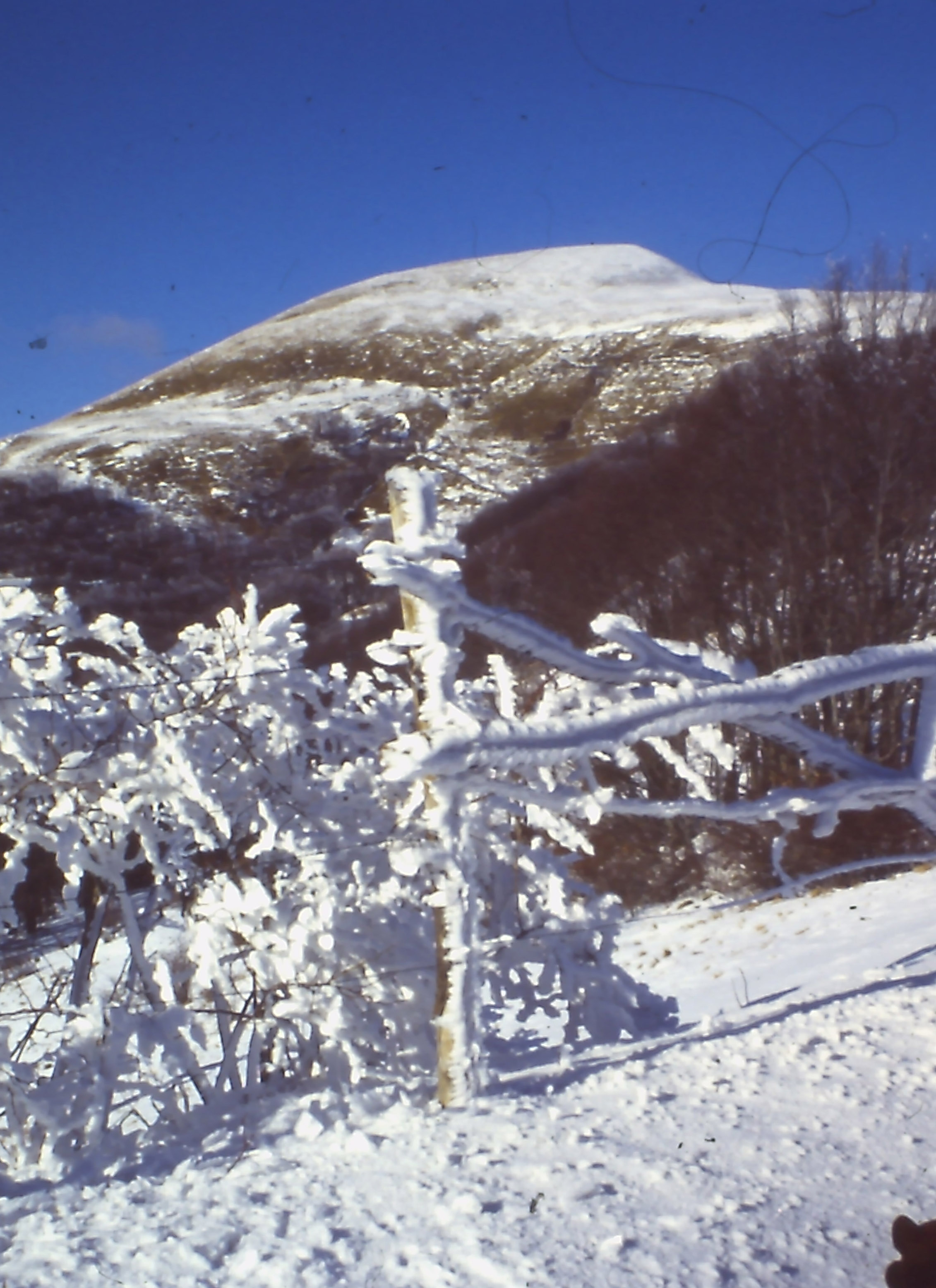
Il Monte Carmo (1.641 m.) nell'Appennino Ligure - Gruppo Monte Antola - in versione invernale

Dal versante ligure sono due gli itinerari principali di salita. Il primo, più diretto, parte da Caprile, raggiunge il crinale al Passo delle Tre Croci e passa dalle Capanne di Carrega (comune di Carrega Ligure), da dove si sale in vetta. Tempo di salita, circa ore 3 con un dislivello di 650 metri. Il secondo, più lungo e panoramico, inizia da Torriglia e, transitando alle pendici del Monte Antola, percorre lo spartiacque Val Trebbia - Val Borbera per congiungersi a quello precedente al Passo delle Tre Croci. Tempo di percorrenza circa ore 5, dislivello circa 870 metri. Sulla vetta si trova una croce.
Dalla sommità panorama privilegiato sulle vicine vette del Monte Antola e del Monte Alfeo e, verso est, sui monti Penna, Tomarlo, Aiona, e Maggiorasca, in Val d'Aveto. Nelle giornate di maggiore limpidezza lo sguardo può arrivare sino alle principali vette delle Alpi Graie e delle Alpi Pennine.

## Via del sale
Sul Monte Carmo transitava la via del sale lombarda, che partendo da Pavia risaliva la Valle Staffora, saliva al Monte Bogleglio per poi percorrere tutto il crinale tra Val Boreca e Val Borbera e, superato il Monte Antola, scendeva a Torriglia e quindi raggiungeva Genova.